# RocketMan
'RocketMan' é um filme estadunidense de 1997, dos gêneros comédia romântica e ficção científica, dirigido por Stuart Gillard para a Caravan Pictures.

## Sinopse
Quando um dos astronautas se acidenta no treinamento para a primeira missão tripulada para Marte, a NASA chama Fred Z. Randall, um mago da computação, para substituí-lo. O problema é que ele é muito atrapalhado.

## Elenco
- Harland Williams como Fred Z. Randall
- Jessica Lundy como Julie Ford
- William Sadler como William "Wild Bill" Overbeck
- Jeffrey DeMunn como Paul Wick
- James Pickens Jr. como Ben Stevens
- Beau Bridges como Bud Nesbitt
- Raven como Ulysses